# Batalla de la Bégaudière
La batalla de La Bégaudière va tenir lloc el 21 de febrer de 1796 durant la guerra de Vendée.

## Preludi
A mitjans de febrer de 1796, amb l'aprovació del general Lazare Hoche, es van iniciar negociacions a través de l'abat Guesdon, rector de la Rabatelière, per permetre a Charette sortir de França i proporcionar-li un passaport així com "un vaixell per a Anglaterra o una escorta per a Suïssa".

 El 20 de febrer, Charette va reunir els seus homes al poble de La Bégaudière, entre Saint-Sulpice-le-Verdon i Saint-Denis-la-Chevasse. Els seus oficials el van instar a acceptar la proposta d'intentar tornar a la primavera amb els prínceps i els emigrants. Després d'algunes vacil·lacions, Charette va anunciar que es negà a marxar de França. Després va escriure al general Gratien:
| « | "Des de quan es creu que la República està autoritzada per dictar-me lleis, que l'honor i la justícia condemnen, i que no es poden adoptar sense una covardia notable? Des de quan es pensaven els seus dirigents que tenien dret a determinar les despeses dels meus viatges, a dirigir el seu progrés? Conquerir o morir pel meu Déu o pel meu Rei, aquest és el meu lema irrefragable". | » |

 El pare Guesdon va condemnar aquesta decisió, afirmant en una carta a Hoche que havia estat «enganyat indignament per la hipocresia de Charette». Pocs dies després, el pare Guesdon va ser assassinat en circumstàncies obscures, pels soldats de la Vendée.

## Forces presents
Segons l'informe de l'ajudant general Travot, Charette estava al capdavant de 130 a 150 cavallers i 50 infants en el moment de l'atac. En una carta enviada el 24 de febrer al Directori Executiu, el general Lazare Hoche esmentava 160 homes.
Travot estava llavors al capdavant d'una columna de 300 infants i 50 genets.

## Procés
El 21 de febrer, les forces de Travot van atacar les de Charette a La Bégaudière, prop del molí de Chevasse, a mitja llegua de la ciutat de Lucs-sur-Boulogne. Republicans i Vendéans es van atacar, però la lluita es va girar ràpidament en avantatge dels primers. Els reialistes van fugir i van ser perseguits durant quatre llegües.

## Pèrdues
Segons l'adjudant general Travot, els Vendéans van deixar almenys 30 morts. L'abat Remaud, comissari general de l'exèrcit de Charette i supervivent de la derrota, va informar de 50 morts. L'armador del Sablais André Collinet dona al seu diari un balanç de 14 morts, i 75 presoners entre els Vendéans, enfront de “molt poca gent” del bàndol republicà. En una carta adreçada el 29 de febrer al ciutadà Fairan, Hoche va declarar que Charette només va poder escapar amb quaranta homes dels 150 que havia aconseguit reunir.
Entre els morts hi havia Louis Marin Charette de La Contrie, germà del general, Charette de La Colinière, la seva cosina, i Beaumel, el comandant de cavalleria, així com els emigrats La Porte i Jallais.

L'armador de Sablais André Collinet també esmenta en el seu diari la presència de dues amazones entre els presoners: Céleste de Couëtus, filla del general Couëtus, i Suzanne Poictevin de La Rochette: 
| « | "Entre el nombre de presoners hi havia dues heroïnes que es van veure obligades a rendir-se. Cobertes de ferides, van lluitar al costat de Charette el seu general, aquestes dues noies disfressades d'homes són joves i molt maques". | » |

 Els republicans es van apoderar de 50 a 60 cavalls, i van agafar l'estendard amb una flor de lis d'or i un porta mantes de Charette dins del qual van trobar cartes i una ordre de muntar des del mateix matí.

## Conseqüències
Les derrotes de Charette empenyen cada cop més els seus homes i oficials a sotmetre's a la República. El mateix dia de la lluita, Pierre-Suzanne Lucas de La Championnière va deposar les armes amb el general Philippon. Mentrestant, Dabbaye, acompanyat de 18 genets, va ser sorprès pel comandant de batalló Lesol al poble de La Perraudière, prop de Legé. Si només mata un dels seus homes i tots els altres aconsegueixen escapar, Dabbaye és fet presoner i portat a Montaigu on és executat poc després. El 23 de febrer, Hyacinthe Hervouët de La Robrie, Guérin el jove i una trentena de genets van arribar a Vieillevigne i van proporcionar als republicans informació sobre Charette. El 25 de febrer, un grup de Vendéans va ser atacat a la granja de La Martinière, a Bournezeau: el cap de divisió Le Moëlle va ser assassinat, Charles de Lézardière i el cavaller de La Voyerie van ser fets presoners i Charles Caillaud va aconseguir fugir. El 2 de març, el cap de divisió Lecouvreur va deposar les armes per torn.